# Епархия Успения Пресвятой Богородицы в Струмице — Скопье
Епархия Успения Пресвятой Богородицы в Струмице — Скопье (лат. Eparchia Beatae Mariae Virginis in Caelum Assumptae Strummnitzensis-Scopiensis, макед. Успение на Пресвета Богородица во Струмица — Скопје) — единственная епархия Македонской грекокатолической церкви. Объединяет католиков византийского обряда в Северной Македонии и подчиняется непосредственно Святому Престолу. Кафедральным собором епархии является церковь Успения Пресвятой Богородицы, расположенная в городе Струмице.

## История
В 1883 году Святой Престол создал Болгарскую католическую церковь после присоединения к католицизму нескольких болгарских священников восточного обряда. Были учреждены апостольские викариаты в Македонии и Фракии. Апостольский викариат Македонии был упразднён в 1922 году, апостольский викариат Фракии — в 1924 году. После ликвидации апостольского викариата для грекокатоликов Македонии македонские общины византийского обряда вошли в Крижевицкую епархию Хорватской грекокатолической церкви.
11 января 2001 года Святой Престол учредил апостольский экзархат Македонии (макед. Апостолски егзархат во Македонија, лат. Exarchatus Apostolicus Macedoniaensis), выделив его из Крижевицкой епархии.
31 мая 2018 года папа Франциск повысил экзархат до статуса епархии под непосредственным руководством Святого Престола, а епископ Киро Стоянов получил титул епископа Струмицко-Скопского.

## Ординарии
- епископ Иоаким Хербут (11.01.2001 — 15.04.2005);
- епископ Киро Стоянов (20.07.2005 — по настоящее время).

## Статистика
| год  | население | население | население | священники | священники        | священники         | священники                           | постоянные диаконы | монахи  | монахи  | приходы |
| год  | католики  | всего     | %         | всего      | белое духовенство | черное духовенство | число католиков на одного священника | постоянные диаконы | мужчины | женщины | приходы |
| ---- | --------- | --------- | --------- | ---------- | ----------------- | ------------------ | ------------------------------------ | ------------------ | ------- | ------- | ------- |
| 2000 | 10.000    | ?         | ?         | 10         | 7                 | 3                  | 1.000                                |                    | 3       | 23      | 8       |
| 2001 | 6.320     | ?         | ?         | 9          | 9                 |                    | 702                                  |                    |         | 18      | 5       |
| 2002 | 11.000    | ?         | ?         | 8          | 7                 | 1                  | 1.375                                |                    | 1       | 17      | 5       |
| 2003 | 11.367    | ?         | ?         | 8          | 7                 | 1                  | 1.420                                |                    | 1       | 18      | 5       |
| 2004 | 11.398    | ?         | ?         | 9          | 9                 |                    | 1.266                                |                    |         | 18      | 5       |
| 2009 | 15.037    | ?         | ?         | 11         | 10                | 1                  | 1.367                                |                    | 1       | 18      | 7       |
| 2010 | 11.228    | ?         | ?         | 12         | 11                | 1                  | 935                                  |                    | 1       | 18      | 7       |
| 2013 | 11.305    | ?         | ?         | 14         | 13                | 1                  | 807                                  |                    | 1       | 18      | 7       |
| 2016 | 11.374    | ?         | ?         | 16         | 15                | 1                  | 710                                  |                    | 1       | 18      | 8       |

## Источник
- Annuario Pontificio, Libreria Editrice Vaticana, Città del Vaticano, 2007.